# المنستیر
المنستیر (به عربی: المنستیر) شهری در استان المنستیر کشور تونس است که جمعیت آن در سرشماری سال ۲۰۰۴ میلادی ۷۱٫۵۴۶ نفر بوده‌است.

## فرهنگ

### اماکن فرهنگی

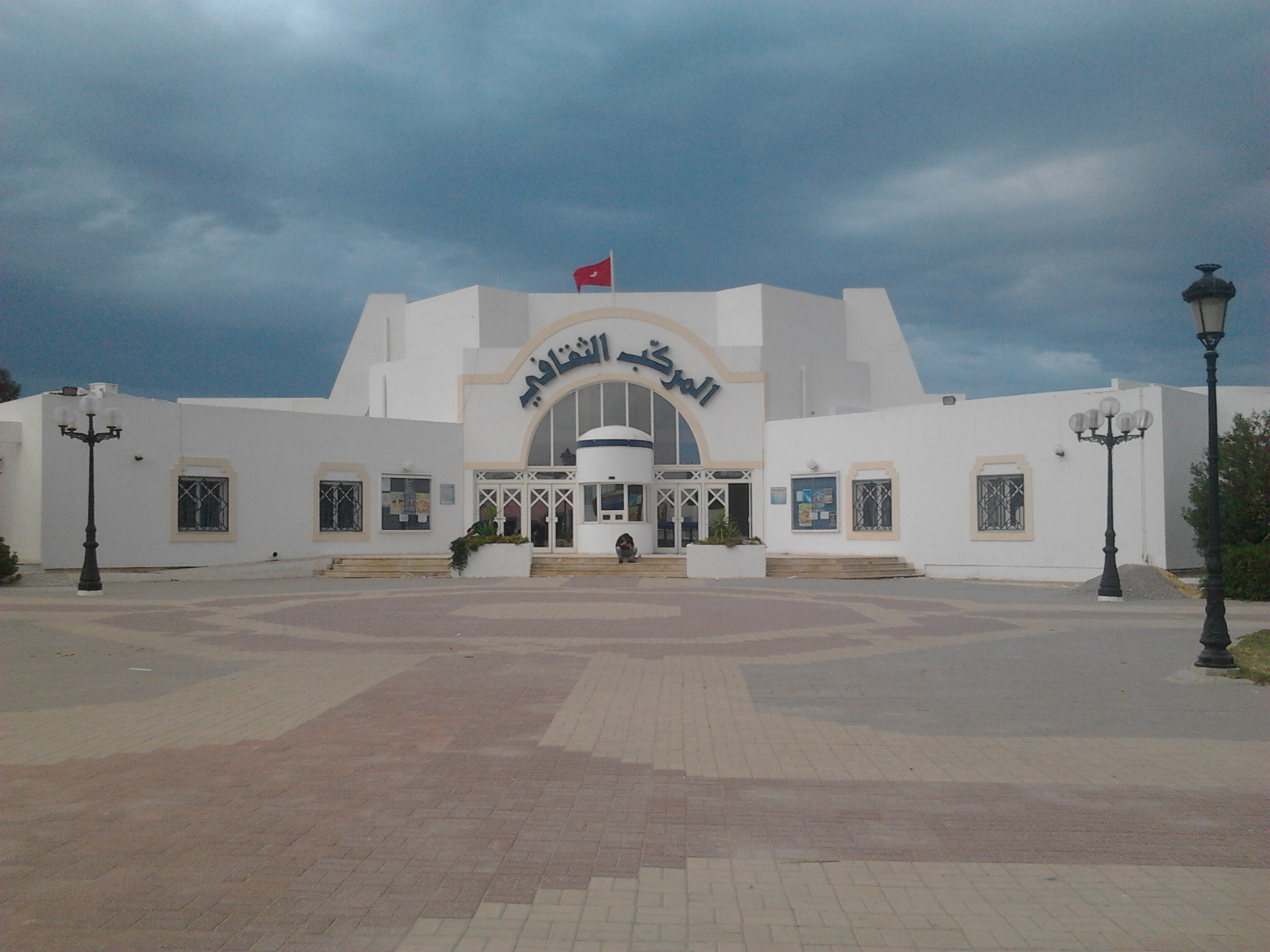
Vue du complexe culturel de Monastir

المنستیر دارای یک موزه هنرهای اسلامی است که در ضلع جنوبی رباط المنستیر قرار دارد. این موزه که در ۵ اوت ۱۹۵۸ تأسیس شد، حدود ۳۰۰ اثر اسلامی شامل قطعات چوبی، سنگ قبر و سرامیک براق است. سالانه بیش از ۱۰۰ هزار نفر از این موزه بازدید می‌کنند.
جشنواره تابستانی المنستیر که هر ساله در رباط برگزار می‌شود شامل برنامه‌های فیلم، موسیقی و تئاتر است. برگزاری این جشنواره سه تا چهار هفته به طول می‌انجامد.
مرکز فرهنگی المنستیر در خارج از شهر در سال ۲۰۰۰ میلادی تأسیس شد و جایگزین مرکز قبلی که در وسط شهر بود، گردید. مرکز قبلی نیز به فعالیت‌های دانش‌آموزی اختصاص یافت. در مرکز فرهنگی جدید، رویدادهای مختلفی من‌جمله نقاشی، موسیقی، تئاتر میزبانی می‌شود.
اتحادیه نویسندگان المنستیری که در شهر چراکا واقع شده‌است، میزبان تعداد زیادی از نویسندگان و میزبان رویدادهای فرهنگی است.

## شهرهای خواهرخوانده
المنستیر با شهرهای ذیل خواهرخوانده است:
- مونستر، نوردراین-وستفالن[۴]
- سن-اتین

## جستارهای وابسته

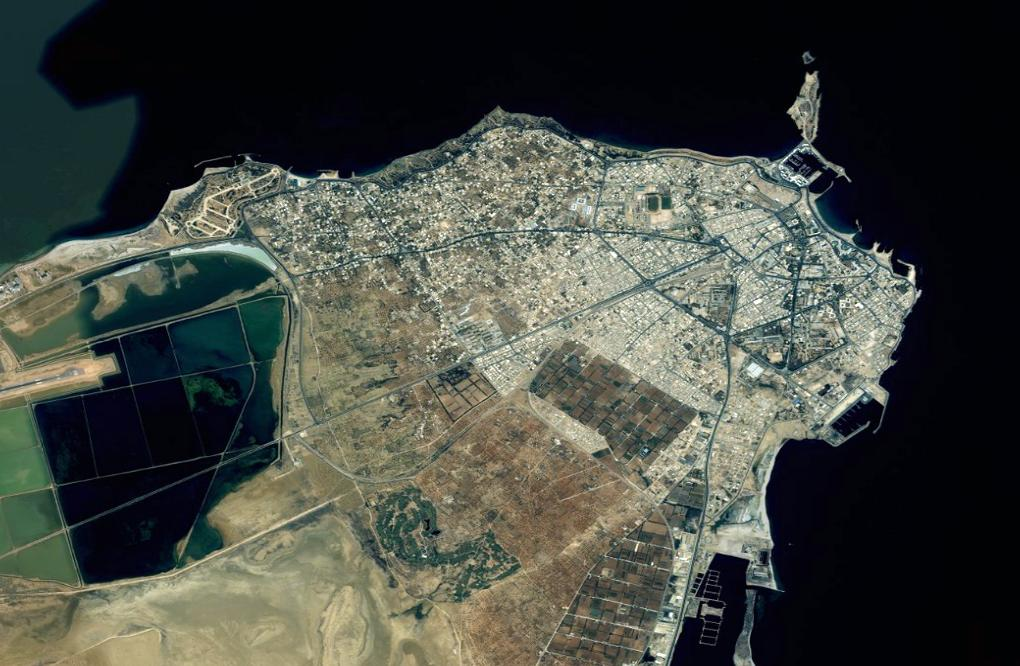

## آب وهوا
| داده‌های اقلیم Monastir                             | داده‌های اقلیم Monastir | داده‌های اقلیم Monastir | داده‌های اقلیم Monastir | داده‌های اقلیم Monastir | داده‌های اقلیم Monastir | داده‌های اقلیم Monastir | داده‌های اقلیم Monastir | داده‌های اقلیم Monastir | داده‌های اقلیم Monastir | داده‌های اقلیم Monastir | داده‌های اقلیم Monastir | داده‌های اقلیم Monastir | داده‌های اقلیم Monastir |
| ماه                                                | ژانویه                 | فوریه                  | مارس                   | آوریل                  | مه                     | ژوئن                   | ژوئیه                  | اوت                    | سپتامبر                | اکتبر                  | نوامبر                 | دسامبر                 | سال                    |
| -------------------------------------------------- | ---------------------- | ---------------------- | ---------------------- | ---------------------- | ---------------------- | ---------------------- | ---------------------- | ---------------------- | ---------------------- | ---------------------- | ---------------------- | ---------------------- | ---------------------- |
| میانگین بیش‌ترین °C (°F)                            | ۱۵٫۸ (۶۰)              | ۱۵٫۹ (۶۱)              | ۱۷٫۳ (۶۳)              | ۱۹٫۵ (۶۷)              | ۲۲٫۹ (۷۳)              | ۲۶٫۶ (۸۰)              | ۳۰٫۵ (۸۷)              | ۳۰٫۶ (۸۷)              | ۲۹٫۵ (۸۵)              | ۲۴٫۹ (۷۷)              | ۲۰٫۵ (۶۹)              | ۱۶٫۶ (۶۲)              | ۲۲٫۵۵ (۷۲٫۶)           |
| میانگین روزانه °C (°F)                             | ۱۱٫۶ (۵۳)              | ۱۱٫۶ (۵۳)              | ۱۳٫۱ (۵۶)              | ۱۵٫۲ (۵۹)              | ۱۸٫۶ (۶۵)              | ۲۲٫۲ (۷۲)              | ۲۵٫۴ (۷۸)              | ۲۵٫۸ (۷۸)              | ۲۴٫۹ (۷۷)              | ۲۰٫۶ (۶۹)              | ۱۶٫۱ (۶۱)              | ۱۲٫۵ (۵۵)              | ۱۸٫۱۳ (۶۴٫۷)           |
| میانگین کم‌ترین °C (°F)                             | ۷٫۴ (۴۵)               | ۷٫۳ (۴۵)               | ۹ (۴۸)                 | ۱۱ (۵۲)                | ۱۴٫۳ (۵۸)              | ۱۷٫۹ (۶۴)              | ۲۰٫۴ (۶۹)              | ۲۱ (۷۰)                | ۲۰٫۳ (۶۹)              | ۱۶٫۴ (۶۲)              | ۱۱٫۷ (۵۳)              | ۸٫۴ (۴۷)               | ۱۳٫۷۶ (۵۶٫۸)           |
| بارندگی میلی‌متر (اینچ)                             | ۴۴ (۱٫۷۳)              | ۴۱ (۱٫۶۱)              | ۳۳ (۱٫۳)               | ۲۷ (۱٫۰۶)              | ۱۵ (۰٫۵۹)              | ۸ (۰٫۳۱)               | ۳ (۰٫۱۲)               | ۶ (۰٫۲۴)               | ۳۳ (۱٫۳)               | ۴۲ (۱٫۶۵)              | ۳۴ (۱٫۳۴)              | ۴۲ (۱٫۶۵)              | ۳۲۸ (۱۲٫۹)             |
| میانگین روزهای بارندگی                             | ۶                      | ۵                      | ۷                      | ۶                      | ۴                      | ۲                      | ۱                      | ۲                      | ۴                      | ۶                      | ۵                      | ۵                      | ۵۳                     |
| میانگین روزانه ساعت‌های تابش آفتاب                  | ۱۶۷                    | ۱۷۹                    | ۲۰۸                    | ۲۲۸                    | ۲۷۶                    | ۳۰۳                    | ۳۳۸                    | ۳۰۴                    | ۲۴۰                    | ۲۱۱                    | ۱۸۹                    | ۱۶۴                    | ۲٬۸۰۷                  |
| منبع شماره ۱: Climate-Data.org,                    |                        |                        |                        |                        |                        |                        |                        |                        |                        |                        |                        |                        |                        |
| منبع شماره ۲: Voodoo Skies for record temperatures |                        |                        |                        |                        |                        |                        |                        |                        |                        |                        |                        |                        |                        |

## گالری تصاویر
- مسجد بزرگ المنستیر
- ساحل القوریة
- آرامگاه حبیب بورقیبه
- گورستان سیدی المزری
- خیابان‌های شهر قدیم
- کوچه بازار